# Рибак Катерина Олексіївна
Рибак Катерина Олексіївна (нар. 23 листопада 1997[джерело?], м. Нововолинськ, Україна) — українська співачка. Фіналістка телепроєкту «Музична академія Євробачення», п'ятого сезону талант-шоу «Голос країни» (2015).

## Життєпис
Катерина Рибак народилася 23 листопада 1997 року у місті Нововолинську Волинської области України.
Закінчила муніципальну академію естрадного та циркового мистецтва та юридичний факультет національного університету імені Тараса Шевченка м. Києва (2016).
Вихованка зразкової студії «Лодомир».
Одружена зі Степаном Місюркою.

## Виступ на V-му сезоні шоуГолос країни
У березні 2015 року виступила в V-му сезоні шоу Голос країни із піснею Снег. До Катерини повернулось три тренери: Тіна Кароль, Олександр Пономарьов та Потап.
Для подальших виступів на конкурсі вибрала команду Потапа.
Кліп із виступом Катерини отримав понад 6 мільйонів переглядів станом на 12 травня 2021 року.

## Творчість

### Сингли
| Рік  | Назва                             | Альбом            | Дж.   |
| ---- | --------------------------------- | ----------------- | ----- |
| 2017 | «Обійми мене» (з Іваном Пилипцем) | Сингл без альбому | [ 6 ] |

### Саундтреки
| Рік  | Пісня                   | Автор пісні     | Кіноробота            | Режисер(-ка)      | Дж.   |
| ---- | ----------------------- | --------------- | --------------------- | ----------------- | ----- |
| 2016 | «Все одно ти будеш мій» | Руслан Квінта   | Все одно ти будеш мій | Олександр Тименко | [ 7 ] |
| 2016 | «Любовь тебя найдет»    | Сергій Дем'янко | Центральна лікарня    | Віра Яковенко     | [ 8 ] |

## Відзнаки
- гран-прі Міжнародного фестивалю «Paradise Holiday»[9],
- перша премія міжнародного фестивалю молодих виконавців сучасної української пісні «Молода Галичина» (2016, м. Новояворівськ)[1].